# 第五航空隊
第五航空隊（だい5こうくうたい）は、日本海軍の部隊の一つ。最前線の水上基地で運用する戦闘・偵察部隊として、太平洋戦争中盤に北方戦線で護衛・迎撃・戦闘行動に従事した。1942年11月1日、第四五二海軍航空隊（だい452かいぐんこうくうたい）に改称。

## 沿革
飛行艇隊として最前線の哨戒任務に就いていた東港海軍航空隊の護衛戦力として、二式水上戦闘機部隊が追加された。1942年春から東港空への直接的な反撃の危険性が去り、一方でミッドウェー作戦とアリューシャン作戦を同時進行することになったため、東港空水戦隊をアリューシャン作戦に振り向けることとなった。以後、占領したキスカ島に駐留し、ウナラスカ島ダッチハーバー基地を中心に駐留するアメリカ陸軍航空隊と対峙した。

### 昭和17年（1942年）
8月5日、東港海軍航空隊より水上戦闘機隊を独立。第五艦隊直卒（水戦12機）。
8月8日、アメリカ艦隊、キスカ島を艦砲射撃。水戦4機被弾喪失。
　　　　　以後、キスカ島への空襲部隊と10数回交戦。
8月14日、君川丸で水上偵察機5機搬入。以後偵察・爆撃に従事。
8月31日、君川丸で水偵5機搬入。
9月4日、アメリカ戦闘機隊、キスカ島に初襲来。戦果・喪失なく撃退。
9月15日、キスカ島に第五十一根拠地隊を新編、五十一根隷下に入る。
　　　　　以後、連日敵機来襲。迎撃戦に従事。主にB-24・ミッチェル爆撃隊とライトニング・エアラコブラ護衛戦闘機隊と空戦。
9月25日、君川丸で水戦5・水偵2搬入。
10月2日、アダック島クルック湾を連日偵察。キスカ島空襲により燃料焼失。
10月4日、当日の空戦で水戦の稼動機が払底。10日の空襲までに損傷機1機の修理が完了。
11月1日、第四五二海軍航空隊に改称。五十一根から第五艦隊直率に転籍（依然としてキスカ島に駐留）。
11月7日、水戦6機・水偵3機を搬送中の君川丸がアッツ島で荒天遭難、補充機をすべて喪失。
11月10日、キスカ島に敵機襲来。機銃掃射で水戦5・水偵4が地上撃破。
11月26日、君川丸で水戦7機がアッツ島に到着、翌日キスカ島に自力到着。

### 昭和18年（1943年）
1月24日、水戦でアムチトカ島コンスタンティン湾を偵察。翌日より3日連続、水戦2機でコンスタンティン湾爆撃。
2月1日、君川丸で水戦6・水偵2搬入。翌日全力でコンスタンティン湾爆撃。
2月14日、君川丸で搬入を図るが、キスカ島空襲のため沖合で射出。水偵5機のうち1機落伍。零式水上観測機2機ともキスカ島到達に失敗。
　　　　　コンスタンティン湾爆撃・アリューシャン列島東方偵察のため、キスカ島残留機が少なかった。
2月19日、コンスタンティン湾偵察に向かった水戦2機喪失。
3月10日、君川丸で水戦6・水偵3がアッツ島に到着。
　　　　　3月中はアッツ島に水偵隊を集中投入。
4月、相次ぐ空襲により、アッツ島の稼動機は1機、キスカ島の稼動機は0となる。
5月12日、アッツ島地上戦開始、29日玉砕（四五二空の38名も玉砕）。
5月18日、第十二航空艦隊新編、隷下第二十七航空戦隊に転籍。
5月27日、キスカ島撤収開始。搭乗員を伊号第七潜水艦・伊号第二十一潜水艦で幌筵島に後送。
　　　　　　6月18日までにのべ14隻で潜水艦輸送を実施。3隻撃沈（ケ号作戦）。
6月、幌筵島撤収完了。別飛沼に基地設営（水戦12・水偵8・水観8）
　　　　　以後、対潜哨戒・船団護衛に従事。
7月19日、占守島に敵機来襲。水戦で追撃したが会敵せず。
　　　　　以後、陸軍第54飛行戦隊（幌筵島北ノ台飛行場駐留）に協力。
10月1日、水戦隊解散。上旬のうちに内地帰還。
11月、館山飛行場に帰還。再編・練成開始。
　　　　　以後、内地近海の対潜哨戒・船団護衛に従事。
- 1945年1月1日、解隊。

館山撤退後は、日本近海の偵察部隊として平常の任務をこなした。要員は南方戦線に引き抜かれ、部隊の錬度は下がる一方であった。フィリピン陥落後に海軍航空隊の大規模な編成変更が実施され、戦力外となった四五二空は解散して実施部隊の補充に充てられた。

## 主要機種
- 二式水上戦闘機
- 零式水上偵察機
- 零式水上観測機

## 歴代司令
- 高橋農夫吉 中佐：1942年8月5日 -
- 小笠原章一：1943年7月6日 -
- 岡田四郎：1943年11月15日 - 1945年1月1日